# デブリン・ホッジス
デブリン・ホッジス（Devlin Hodges 1996年4月12日- ）はアラバマ州キンバリー出身の元アメリカンフットボール選手、カナディアンフットボール選手。NFLのピッツバーグ・スティーラーズ等に所属した。現役時代のポジションはクォーターバック。

## 経歴

### プロ入りまで
サンフォード大学で4年間先発QBを務めた。その間、サザン・カンファレンスの最優秀攻撃選手に3回選ばれた。また2018年にはウォルター・ペイトン賞に選ばれた。NCAAのFCS（かつてディビジョンI-AAと呼ばれていた）パス記録となる14,584ヤードを獲得した。それまでの記録は、アルコーン州立大学のスティーブ・マクネアが1994年に作った記録であった。

### ピッツバーグ・スティーラーズ
2019年5月13日、ピッツバーグ・スティーラーズとドラフト外フリーエージェントで契約した。プレシーズンゲームでは2試合に出場し、パス38回中20回成功、2タッチダウン、1インターセプトで、同年8月31日に解雇された。9月10日にスティーラーズとプラクティス・スクワッド契約を結んだ。その後、エースQBのベン・ロスリスバーガーが負傷したため、9月16日にアクティブロースター入りした。
10月6日のボルチモア・レイブンズ戦で脳震盪を起こしたメイソン・ルドルフに代わって交代出場、パス9本中7本成功、2回のランで20ヤードを獲得した。10月13日のロサンゼルス・チャージャーズ戦で初先発、132ヤード、1タッチダウン、1インターセプトの成績をあげてチームは24-17で勝利した。11月24日のシンシナティ・ベンガルズ戦の第3Qにルドルフに代わって出場、79ヤードのタッチダウンパスを含む118ヤードを投げて16-10の逆転勝利に貢献した。ヘッドコーチのマイク・トムリンは11月26日に翌週のクリーブランド・ブラウンズ戦でホッジスを先発QBに起用すると発表した。その試合で彼は212ヤードを獲得、1タッチダウン、1インターセプト、チームは20-13で勝利した。アリゾナ・カージナルス戦でも勝利したが、12月15日のNBCサンデーナイトフットボール、バッファロー・ビルズ戦では自身ワーストの4インターセプトを喫し、チームは10-16で敗れた。
2020年9月6日、スティーラーズから解雇された。翌日プラクティススクワッド契約を結んだ。同契約はシーズン終了後の2021年1月18日に満了した。

### スティーラーズ退団後
2021年1月25日、ロサンゼルス・ラムズとフューチャー契約を結んだ。同年月23日、ラムズから解雇された。
2021年9月16日、CFLのオタワ・レッドブラックスと3年契約を結んだ。同年11月5日、翌日行われるトロント・アルゴノーツとの試合で先発することが発表された。その試合でパス22回中わずか8回成功、90ヤードの獲得にとどまりチームは20-23で敗れた。シーズン終了までに4試合に出場しパス38回中16回成功、1インターセプト、9回のランで38ヤード獲得に終わった。2022年4月22日、現役引退を発表した。